# Juliana Knust

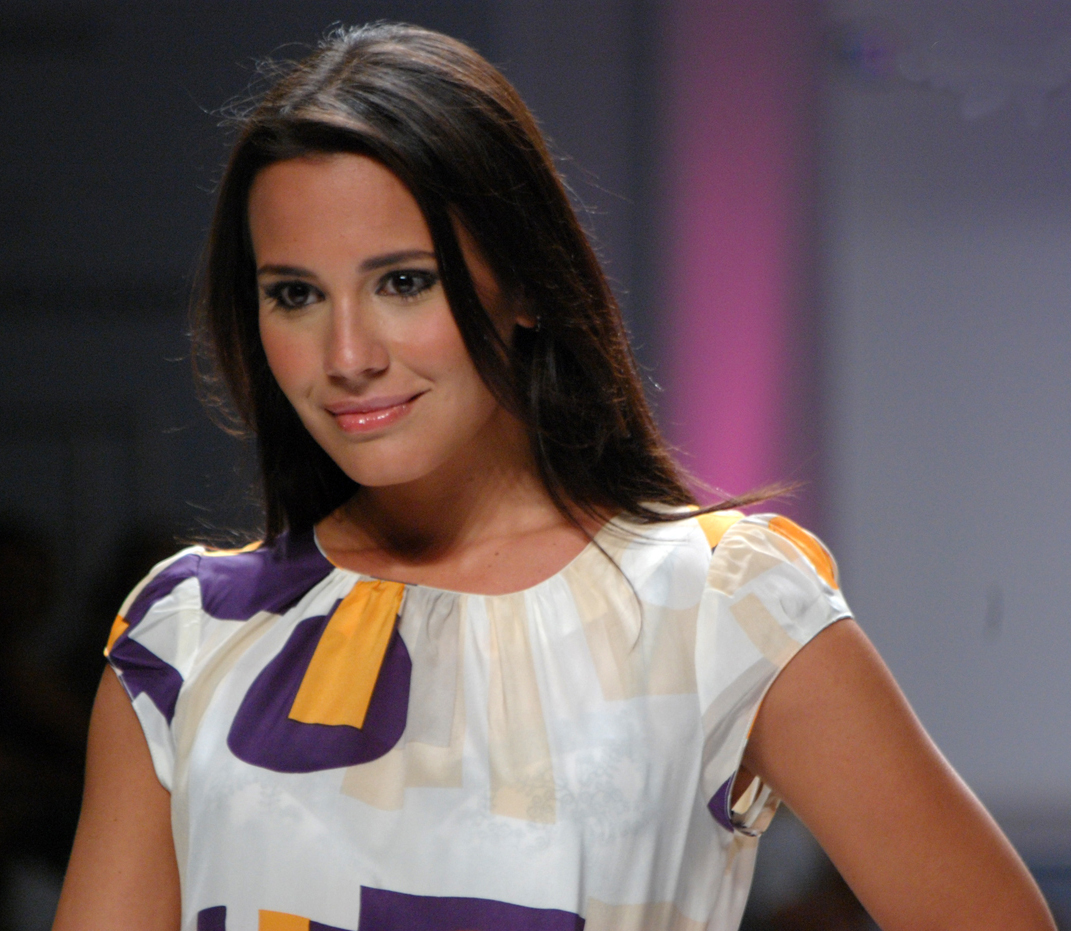
Juliana Knust

Juliana Knust Sampaio (n. 29 mai 1981) este o actriță braziliană.

## Filmografie

### Televiziune
- 2017 - Apocalipse... Zoé
- 2013 - Lado a Lado... Fátima
- 2011 - Fina Estampa... Zuleika
- 2011 - Macho Man... A Si
- 2007 - Duas Caras... Débora Vieira Melgaço
- 2006 - Cobras & Lagartos... Henriqueta (tineri)
- 2005 - América .... Inesita
- 2003 - Celebridade .... Sandra Mello Diniz Moutinho
- 2000 - Esplendor .... Helena Bernardes